# Plectris eucalypti
Plectris eucalypti är en skalbaggsart som beskrevs av Frey 1973. Plectris eucalypti ingår i släktet Plectris och familjen Melolonthidae. Inga underarter finns listade i Catalogue of Life.